# Maksymilian II Habsburg
Maksymilian II Habsburg (ur. 31 lipca 1527 w Wiedniu, zm. 12 października 1576 w Ratyzbonie) – cesarz rzymski, król Czech, Węgier i Chorwacji w latach 1564–1576 z dynastii Habsburgów. Syn cesarza, króla Czech i Węgier Ferdynanda I Habsburga oraz Anny Jagiellonki, córki króla Czech i Węgier Władysława II Jagiellończyka.
Ojciec cesarzy Świętego Cesarstwa Rzymskiego: Rudolfa II Habsburga i Macieja Habsburga.

## Panowanie
W latach 1548–1550 był namiestnikiem w Hiszpanii w służbie stryja, cesarza rzymsko-niemieckiego i króla hiszpańskiego Karola V. W 1556 roku Karol abdykował, a ojciec Maksymiliana, Ferdynand objął tron cesarski. Choć początkowo Maksymilian interesował się wiarą protestancką, w 1562 r. zaprzysiągł wierność Kościołowi katolickiemu, aby zapewnić sobie przychylność rodziny i dziedzictwo po Ferdynandzie. W tym samym roku został, jeszcze za życia ojca (vivente imperatore) wybrany przez elektorów Rzeszy Niemieckiej na króla rzymskiego (niemieckiego). Także w 1562 roku Ferdynand polecił koronować Maksymiliana na króla czeskiego, a rok później na węgierskiego. Tytuł cesarski przypadł Maksymilianowi po śmierci ojca w 1564 roku.

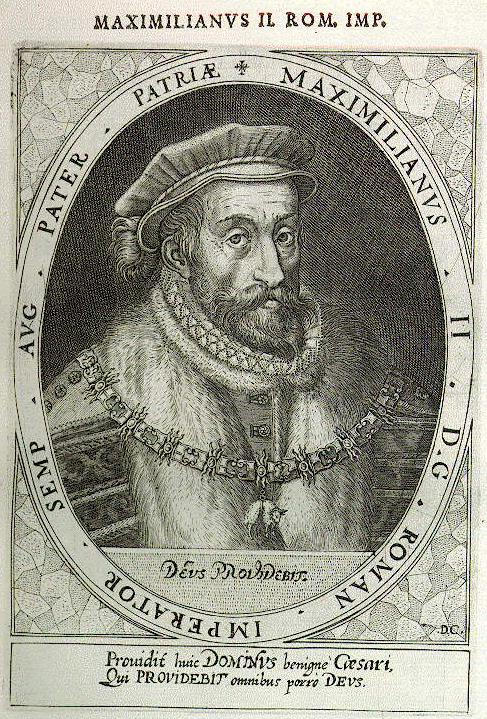

### Polityka religijna
Później Maksymilian II przejawiał niewielkie zainteresowanie sporami religijnymi. Nie kontynuował kontrreformacyjnych działań ojca, ale z drugiej strony nie udzielał protestantom poparcia. Z czasem nabierał jednak sceptycyzmu względem reformacji i starał się hamować jej dalszy rozwój, mimo że nigdy nie posunął się do szerzej zakrojonych prześladowań. Tolerował inne wyznania dopóty, dopóki nie zagrażały one jego władzy i stabilności systemu politycznego. Wydał np. dekrety przeciw braciom czeskim, tradycyjnie nastawionym wrogo wobec Habsburgów.
Maksymilian II popierał też reformę Kościoła rzymskokatolickiego. Kiedy papież Pius IV i sobór trydencki wypowiedzieli się za celibatem księży i przeciw komunii pod obiema postaciami, cesarz zakazał publikowania uchwał soborowych (mimo że niemieccy katolicy przyjęli konstytucje soboru w 1566).
Szczególnie delikatna sytuacja w związku z podziałami religijnymi występowała w Rzeszy Niemieckiej. W 1566 na Sejmie Rzeszy w Augsburgu Maksymilian II zaatakował orędownika kalwinizmu palatyna reńskiego Fryderyka III Pobożnego, jednak w obliczu zdecydowanej opozycji książąt uznał faktycznie jego konfesję. Opracowane przez palatyna wyznanie wiary stało się podstawą dla Katechizmu Heidelberskiego wydanego w 1563. Nigdy jednak cesarz nie zgodził się na formalne rozszerzenie artykułów pokoju religijnego na kalwinizm. Opierał się również żądaniom luteranów dotyczącym zniesienia obowiązującego na mocy pokoju augsburskiego z 1555 roku reservatum ecclesiasticum, czyli reguły, według której po ewentualnym przejściu biskupa na protestantyzm jego ziemie pozostają w rękach Kościoła. Sprawa ta powracała systematycznie za panowania Maksymiliana.
W 1571 cesarz wydał „edykt asekuracyjny”, w którym zezwolił protestantom w Austrii na odprawianie nabożeństw w ich domach i prywatnych dobrach. W 1567 na żądanie czeskich luteranów anulował kompaktaty praskie, pochodzące jeszcze z czasów wojen husyckich. W 1575 przyrzekł sejmowi czeskiemu wydanie edyktu tolerancyjnego dla protestantów i utrakwistów (w zamian za co sejm czeski wybrał jego syna, Rudolfa, na króla), czego jednak nie zrealizował.

### Wojna z Turkami
Bezskutecznie walczył z Turkami na Węgrzech, w 1566 stracił twierdzę Szigetvár. W 1568 r. zawarł ośmioletni rozejm z rządem sułtana Selima II, na mocy którego Habsburgowie mieli płacić Porcie Osmańskiej trybut.
W 1570 r. zawarł w Spirze, za polskim pośrednictwem, traktat z księciem Siedmiogrodu Janem Zygmuntem Zapolyą. Postanawiał on, że Habsburgowie zostaną dziedzicami Siedmiogrodu w razie bezpotomnej śmierci Jana Zygmunta. Tak się jednak nie stało: tron siedmiogrodzki przejął Stefan Batory. Próby popierania zbrojnych wystąpień przeciw władzy Batorego nie przyniosły Maksymilianowi II żadnych korzyści. Nie czując się na siłach, by walczyć z Turkami popierającymi Batorego, cesarz nie zdecydował się na otwartą wojnę przeciw niemu.

### Sprawy niemieckie
Władcy niemieccy rozumieli, że walki Habsburgów z Imperium Osmańskim na Węgrzech to sprawa dotycząca także Niemiec. W 1566 roku Sejm Rzeszy w Augsburgu uchwalił podatki i wystawienie armii w celu obrony Cesarstwa przed Turkami. Książętom brakowało jednak konsekwencji, obawiali się wzrostu siły cesarza w Rzeszy. Kiedy w 1570 r. Maksymilian II zaproponował obradującemu w Spirze Sejmowi Rzeszy wzmocnienie obronności Cesarstwa, zwłaszcza wschodnich granic (co wiązało się właśnie z wojną z Turkami), Sejm zareagował uchwaleniem ustawy ograniczającej kompetencje cesarskie w sprawach wojskowych. Żadnych działań zmierzających do poprawy obronności Niemiec nie podjęto.

### Starania o koronę polską
W 1573 r. kandydatem na tron polsko-litewski był arcyksiążę Ernest Habsburg, syn cesarza. W 1575 r., rywalizując ze Stefanem Batorym, Maksymilian II sam kandydował do korony Rzeczypospolitej. Po stronie Habsburga stanęli katoliccy magnaci polscy. 12 grudnia 1575 został ogłoszony przez prymasa Jakuba Uchańskiego królem Polski, lecz kandydatura jego przepadła niezaakceptowana przez rzeszę szlachecką.
Sam Maksymilian zresztą ociągał się z przyjęciem i zaprzysiężeniem przedstawionych mu pacta conventa, podpisał je dopiero 22 maja 1576 w Wiedniu. Tymczasem Batory, wybrany wraz z Anną Jagiellonką przez szlachtę przeciwną Habsburgom, ubiegł cesarza i dotarł szybciej do Krakowa. Pretensje do polskiej korony ostatecznie przekreśliła śmierć cesarza.

## Pełna tytulatura
Maksymilian, z Bożej łaski uświęcony i wybrany cesarz rzymski, po wieki August, król Niemiec, Węgier, Czech, Dalmacji, Chorwacji, Slawonii, etc., etc. arcyksiążę Austrii, książę Burgundii, Brabancji, Styrii, Karyntii, Karnioli, margrabia Moraw, książę Luksemburga, Górnego i Dolnego Śląska, Wirtembergii, Teck etc. książę Szwabii, hrabia Habsburga, Tyrolu, Ferreti, Kyburga, Gorycji etc. landgraf Alzacji, margrabia Świętego Cesarstwa Rzymskiego, Burgau, Górnych i Dolnych Łużyc etc. pan Marchii Wendyjskiej, Salin, Port Naon, etc., etc.

## Genealogia
| Filip I Piękny ur. 22 VI 1478 zm. 25 IX 1506 | Filip I Piękny ur. 22 VI 1478 zm. 25 IX 1506 |                                                      |                                                      | Joanna Szalona ur. 6 XI 1479 zm. 12 IV 1555 | Joanna Szalona ur. 6 XI 1479 zm. 12 IV 1555 |  |  | Władysław II Jagiellończyk ur. 1 III 1456 zm. 13 III 1516 | Władysław II Jagiellończyk ur. 1 III 1456 zm. 13 III 1516 |                                                |                                                | Anna de Foix-Candale ur. 1484 zm. 26 VII 1506 | Anna de Foix-Candale ur. 1484 zm. 26 VII 1506 |
|                                              |                                              |                                                      |                                                      |                                             |                                             |  |  |                                                           |                                                           |                                                |                                                |                                               |                                               |
|                                              |                                              |                                                      |                                                      |                                             |                                             |  |  |                                                           |                                                           |                                                |                                                |                                               |                                               |
|                                              |                                              | Ferdynand I Habsburg ur. 10 III 1503 zm. 25 VII 1564 | Ferdynand I Habsburg ur. 10 III 1503 zm. 25 VII 1564 |                                             |                                             |  |  |                                                           |                                                           | Anna Jagiellonka ur. 23 VII 1503 zm. 27 I 1547 | Anna Jagiellonka ur. 23 VII 1503 zm. 27 I 1547 |                                               |                                               |
|                                              |                                              |                                                      |                                                      |                                             |                                             |  |  |                                                           |                                                           |                                                |                                                |                                               |                                               |
|                                              |                                              |                                                      |                                                      |                                             |                                             |  |  |                                                           |                                                           |                                                |                                                |                                               |                                               |
|                                              |                                              |                                                      |                                                      |                                             |                                             |  |  |                                                           |                                                           |                                                |                                                |                                               |                                               |

|                                                |                                                | Maria Habsburg ur. 21 VI 1528 zm. 26 II 1603 OO 13 IX 1548 | Maria Habsburg ur. 21 VI 1528 zm. 26 II 1603 OO 13 IX 1548 | Maksymilian II Habsburg ur. 31 VII 1527 zm. 12 X 1576 | Maksymilian II Habsburg ur. 31 VII 1527 zm. 12 X 1576 |                                                      |                                                      |                                                 |                                                 |
|                                                |                                                |                                                            |                                                            |                                                       |                                                       |                                                      |                                                      |                                                 |                                                 |
|                                                |                                                |                                                            |                                                            |                                                       |                                                       |                                                      |                                                      |                                                 |                                                 |
|                                                |                                                |                                                            |                                                            |                                                       |                                                       |                                                      |                                                      |                                                 |                                                 |
| Anna Habsburg ur. 2 XI 1549 zm. 26 X 1580      | Anna Habsburg ur. 2 XI 1549 zm. 26 X 1580      | Ferdynand Habsburg ur. 28 III 1551 zm. 25 VI 1552          | Ferdynand Habsburg ur. 28 III 1551 zm. 25 VI 1552          | Rudolf II Habsburg ur. 18 VII 1552 zm. 20 I 1612      | Rudolf II Habsburg ur. 18 VII 1552 zm. 20 I 1612      | Ernest Habsburg ur. 15 VI 1553 zm. 20 II 1595        | Ernest Habsburg ur. 15 VI 1553 zm. 20 II 1595        | Elżbieta Habsburg ur. 5 VI 1554 zm. 22 I 1592   | Elżbieta Habsburg ur. 5 VI 1554 zm. 22 I 1592   |
|                                                |                                                |                                                            |                                                            |                                                       |                                                       |                                                      |                                                      |                                                 |                                                 |
| Maria Habsburg ur. 27 VII 1555 zm. 25 VI 1556  | Maria Habsburg ur. 27 VII 1555 zm. 25 VI 1556  | Maciej Habsburg ur. 24 II 1557 zm. 20 III 1619             | Maciej Habsburg ur. 24 II 1557 zm. 20 III 1619             | Maksymilian III Habsburg ur. 12 X 1558 zm. 2 XI 1618  | Maksymilian III Habsburg ur. 12 X 1558 zm. 2 XI 1618  | Albrecht VII Habsburg ur. 13 XI 1559 zm. 13 VII 1621 | Albrecht VII Habsburg ur. 13 XI 1559 zm. 13 VII 1621 | Wacław Habsburg ur. 9 III 1561 zm. 22 IX 1578   | Wacław Habsburg ur. 9 III 1561 zm. 22 IX 1578   |
|                                                |                                                |                                                            |                                                            |                                                       |                                                       |                                                      |                                                      |                                                 |                                                 |
| Fryderyk Habsburg ur. 21 VI 1562 zm. 16 I 1563 | Fryderyk Habsburg ur. 21 VI 1562 zm. 16 I 1563 | Maria Habsburg ur. 19 II 1564 zm. 23 V 1564                | Maria Habsburg ur. 19 II 1564 zm. 23 V 1564                | Karol Habsburg ur. 26 IX 1565 zm. 23 V 1566           | Karol Habsburg ur. 26 IX 1565 zm. 23 V 1566           | Małgorzata Habsburg ur. 25 I 1567 zm. 5 VII 1633     | Małgorzata Habsburg ur. 25 I 1567 zm. 5 VII 1633     | Eleonora Habsburg ur. 4 XI 1568 zm. 12 III 1580 | Eleonora Habsburg ur. 4 XI 1568 zm. 12 III 1580 |